# Love Moves
Love Moves es el séptimo álbum de estudio de la cantante Kim Wilde, publicado en mayo de 1990.
El disco contenía seis canciones escritas por Ricki y Kim Wilde, y cuatro escritas por Kim Wilde y Tony Swain. El productor fue Ricki Wilde.
La promoción del disco comenzó la primavera de 1990 con la publicación del sencillo "It's Here", una canción en que se incluye el sonido de guitarra española.
El álbum intentó repetir el éxito de Close, pero a pesar de alcanzar el top 10 en los países escandinavos, no consiguió vender tanto como su antecesor, convirtiéndose en el álbum que menos ventas ha tenido en su carrera. En el disco participaron artistas como Jaki Graham que contribuyó a los coros, y Deon Estus tocando el bajo. 
Este fue el primer proyecto de Wilde que no consiguió ningún Top 40 en el Reino Unido (el segundo sencillo "Time" es el de menor éxito en toda su discografía). En total se editaron cinco sencillos en Europa, con "It's Here" convirtiéndose en un éxito del Top 20 en los países escandinavos y "Can't Get Enough" alcanzando el Top 20 y pasando una larga temporada en la lista de sencillos en Francia.

## Lista de canciones
1. "It's Here" - 3:41
2. "Love (Send Him Back to Me)" - 4:40
3. "Storm in Our Hearts" - 5:07
4. "World in Perfect Harmony" - 3:56
5. "Someday" - 4:54
6. "Time" - 4:14
7. "Who's to Blame" - 3:51
8. "Can't Get Enough (Of Your Love)" - 3:55
9. "In Hollywood" - 4:20
10. "I Can't Say Goodbye" - 5:01